# Sato Hiroaki (1979)
Hiroaki Sato (sinh ngày 16 tháng 4 năm 1979) là một cầu thủ bóng đá người Nhật Bản.

## Sự nghiệp câu lạc bộ
Hiroaki Sato đã từng chơi cho Vegalta Sendai.